# Торнинг (тауншип, Миннесота)
Торнинг (англ. Torning) — тауншип в округе Суифт, Миннесота, США. На 2000 год его население составило 505 человек.

## География
По данным Бюро переписи населения США площадь тауншипа составляет 88,1 км², из которых 88,1 км² занимает суша, водоёмов нет.

## Демография
По данным переписи населения 2000 года здесь находились 505 человек, 169 домохозяйств и 139 семей.  Плотность населения —  5,7 чел./км².  На территории тауншипа расположено 177 построек со средней плотностью 2,0 построек на один квадратный километр. Расовый состав населения: 99,01 % белых, 0,20 % афроамериканцев и 0,79 % приходится на две или более других рас. Испанцы или латиноамериканцы любой расы составляли 1,39 % от популяции тауншипа.
Из 169 домохозяйств в 46,2 % воспитывались дети до 18 лет, в 76,3 % проживали супружеские пары, в 2,4 % проживали незамужние женщины и в 17,2 % домохозяйств проживали несемейные люди. 13,6 % домохозяйств состояли из одного человека, при том 5,9 % из — одиноких пожилых людей старше 65 лет. Средний размер домохозяйства — 2,99, а семьи — 3,29 человека.
31,3 % населения — младше 18 лет, 7,7 % — в возрасте от 18 до 24 лет, 29,5 % — от 25 до 44, 21,2 % — от 45 до 64, и 10,3 % — старше 65 лет. Средний возраст — 36 лет. На каждые 100 женщин приходилось 109,5 мужчин.  На каждые 100 женщин старше 18 приходилось 112,9 мужчин.
Средний годовой доход домохозяйства составлял 47 344 доллара, а средний годовой доход семьи —  49 643 доллара. Средний доход мужчин —  29 886 долларов, в то время как у женщин — 20 000. Доход на душу населения составил 15 961 доллар. За чертой бедности находились 5,7 % семей и 7,5 % всего населения тауншипа, из которых 7,2 % младше 18 и 4,3 % старше 65 лет.